# الشعب (ساة)

'

تعديل مصدري - تعديل

الشعب هي إحدى قرى عزلة ساه بمديرية ساة التابعة لمحافظة حضرموت، بلغ تعداد سكانها 428 نسمة حسب تعداد اليمن لعام 2004.